# Ett brus (musikalbum)
Ett brus är ett musikalbum av Pelle Ossler som släpptes oktober 2008. Största delen av albumet är inspelat i den berömda Der Meistersaal i Hansa Tonstudio i Berlin, där legendariska artister som bland andra David Bowie, Iggy Pop och Depeche Mode har spelat in. Albumet gavs ut på skivbolaget  ST4T, som drivs av Ronny Andersson.
Medverkande musiker på skivan är Conny Nimmersjö, Ulf Ivarsson och Christian Gabel. Joakim Thåström medverkar även på synth. Skivan är producerad av Ossler själv.
I oktober 2023 intervjuades Ossler, Ivarsson, Gabel och Nimmersjö av musikbloggen 482 MHz, med anledning av att albumet firade 15 år och återutgavs på vinyl. I intervjun berättar de i detalj om skivans tillblivelse. Conny Nimmersjö minns: "Vi hade repat i en liten skrubb på typ 15 kvadrat på Kungsholmen. När vi började spela i den gigantiska Meistersaal blev vi först lite chockerade av de långa ekona därinne som aldrig ville dö ut. Vi blev tvungna att spela mycket tystare och mindre intensivt än vi gjort på Kungsholmen. Att spela lyhört och dynamiskt var utmaningen." 
Enligt Ossler hjälpte Michael Ilbert till att få skivan inspelad i just Hansa. I intervjun berättar Ossler att Ilbert ringde några år tidigare och sa att han börjat arbeta i Hansa Tonstudion och uppmanat Ossler att komma ner. Senare gick Ronny Andersson på ST4T in som finansiär och Ilbert ordnade så att skivan kunde spelas in i Der Meistersaal för en resonabel summa. 
Albumtiteln, Ett brus, och själva titelspåret utgår från Osslers före detta partner, arkitekten Petra Gipp. Ossler berättar i intervjun med 482 MHz att Gipps tyskfödde far flydde från Östtyskland på det mest dramatiska vis i tonåren och led av krigstrauman från barndomen. Ossler menar att svåra trauman (i låten refererade till som "brus") kan gå i arv. Han berättar att texten är en fiktiv berättelse utifrån de här komponenterna: en flickas flykt från den sovjetiska delen av Karelen. 

## Låtlista
1. Svinbesättningen
2. Ner i säcken
3. Ett slutet rum
4. Borra hål
5. Svartare än blå
6. Elvis på institutionen
7. Ett brus
8. Lergraven
9. Hela mitt liv
10. En förlorad vals

## Listplaceringar
| Lista (2008) | Topplacering |
| ------------ | ------------ |
| Sverige      | 58           |